# Przewodniczący Chińskiej Republiki Ludowej
Przewodniczący Chińskiej Republiki Ludowej (chiń. upr. 中华人民共和国主席; chiń. trad. 中華人民共和國主席; pinyin Zhōnghuá Rénmín Gònghéguó Zhǔxí) – oficjalna głowa państwa w Chińskiej Republice Ludowej. Konstytucja daje temu urzędowi jedynie funkcje ceremonialno-reprezentacyjne, a faktyczna władza nad państwem znajduje się w rękach sekretarza generalnego Komunistycznej Partii Chin i przewodniczącego Centralnej Komisji Wojskowej. Od czasów Jiang Zemina te trzy stanowiska znajdują się w jednych rękach, co przyczyniło się do podniesienia rangi funkcji przewodniczącego ChRL i jednocześnie wykroczenia jego kompetencji poza konstytucyjne ramy. Zastępcą przewodniczącego jest wiceprzewodniczący ChRL.
Zgodnie z art. 80 i 81 konstytucji Chińskiej Republiki Ludowej Przewodniczący nie jest autonomicznie działającym organem, a jedynie wykonawcą decyzji parlamentu. Do jego kompetencji należą ogłaszanie ustaw, powoływanie i odwoływanie premiera, ministrów oraz pozostałych członków Rady Państwa, wręczanie orderów i odznaczeń, prawo łaski, ogłaszanie stanów nadzwyczajnych i mobilizacji, mianowanie i odwoływanie pełnomocnych przedstawicieli ChRL za granicą, przyjmowanie listów uwierzytelniających od przedstawicieli państw obcych, dokonywanie ratyfikacji i wypowiadanie umów międzynarodowych.
Przewodniczący ChRL wybierany jest przez Ogólnochińskie Zgromadzenie Przedstawicieli Ludowych na pięcioletnią kadencję. Od 2018 roku liczba możliwych reelekcji jest nieograniczona - wcześniej Przewodniczący ChRL mógł pełnić tę funkcję przez maksymalnie dwie kadencje. Zgodnie z art. 79 chińskiej konstytucji na stanowisko to może wybrany być obywatel ChRL, który ukończył 45 lat oraz posiada bierne i czynne prawo wyborcze. Kandydatury na to stanowisko zgłasza prezydium OZPL, są one następnie poddawane konsultacjom w delegacjach deputowanych, w wyniku których wyłaniana jest ostateczna lista kandydatów przedstawiana na sesji parlamentu; głosowanie jest tajne. Kadencja poprzedniego przewodniczącego ChRL kończy się w chwili wyboru jego następcy. Przewodniczący jest konstytucyjnie odpowiedzialny politycznie przed parlamentem i może zostać przezeń odwołany.
Od roku 1949 funkcja głowy państwa Chińskiej Republiki Ludowej była przypisana następującym stanowiskom:
- 1949–1954 – przewodniczący Centralnego Rządu Ludowego
- 1954–1975 – przewodniczący Chińskiej Republiki Ludowej
- 1975–1983 – przewodniczący Stałego Komitetu Ogólnochińskiego Zgromadzenia Przedstawicieli Ludowych
- od 1983 – przewodniczący Chińskiej Republiki Ludowej

| Osoba                          | Funkcja | czas urzędowania                        |
| ------------------------------ | --- | --------------------------------------- |
| Mao Zedong                     | Przewodniczący Centralnego Rządu Ludowego                                                                   | 1 października 1949 – 27 września 1954  |
| Mao Zedong                     | Przewodniczący Chińskiej Republiki Ludowej                                                                  | 27 września 1954 – 27 kwietnia 1959     |
| Liu Shaoqi                     | Przewodniczący Chińskiej Republiki Ludowej                                                                  | 27 kwietnia 1959 – 31 października 1968 |
| Dong Biwu i Song Qingling      | Wiceprzewodniczący pełniący obowiązki Przewodniczącego Chińskiej Republiki Ludowej                          | 31 października 1968 – 24 lutego 1972   |
| Dong Biwu                      | Pełniący obowiązki Przewodniczącego Chińskiej Republiki Ludowej                                             | 24 lutego 1972 – 17 stycznia 1975       |
| Zhu De                         | Przewodniczący Stałego Komitetu Ogólnochińskiego Zgromadzenia Przedstawicieli Ludowych                      | 17 stycznia 1975 – 6 lipca 1976         |
| vacat – kolegialna prezydencja | pełniący obowiązki Przewodniczącego Stałego Komitetu Ogólnochińskiego Zgromadzenia Przedstawicieli Ludowych | 6 lipca 1976 – 5 marca 1978             |
| Ye Jianying                    | Przewodniczący Stałego Komitetu Ogólnochińskiego Zgromadzenia Przedstawicieli Ludowych                      | 5 marca 1978 – 18 czerwca 1983          |
| Li Xiannian                    | Przewodniczący Chińskiej Republiki Ludowej                                                                  | 18 czerwca 1983 – 8 kwietnia 1988       |
| Yang Shangkun                  | Przewodniczący Chińskiej Republiki Ludowej                                                                  | 8 kwietnia 1988 – 27 marca 1993         |
| Jiang Zemin                    | Przewodniczący Chińskiej Republiki Ludowej                                                                  | 27 marca 1993 – 15 marca 2003           |
| Hu Jintao                      | Przewodniczący Chińskiej Republiki Ludowej                                                                  | 15 marca 2003 – 14 marca 2013           |
| Xi Jinping                     | Przewodniczący Chińskiej Republiki Ludowej                                                                  | od 14 marca 2013                        |